# 松本錦四郎
松本 錦四郎（まつもと きんしろう、1933年〈昭和8年〉8月24日 - 1973年〈昭和48年〉1月20日）は、日本の俳優。本名：植田 浩安（うえだ ひろやす）。大阪府出身。
1950年代後半から1960年代半ばにかけ、時代劇俳優として映画・テレビで活躍した。代表作は『琴姫七変化』『噂の錦四郎』（ともによみうりテレビ / 日本電波映画、日本テレビ系）。

## 来歴
幼少時から地唄舞を習う。関西大学文学部卒業後、1956年、日活ニューフェース三期生・穂高 渓介としてデビュー（同期は小林旭、二谷英明など）したが、1958年には歌舞伎役者を志し八代目・松本幸四郎（のちの初代・松本白鸚）門下となり、まもなく松竹社長・大谷竹次郎に認められて松竹入りとなる。同年の映画『七人若衆誕生』『七人若衆大いに売り出す』で七人の最年長のリーダー格役として出演。ちなみにこの七人には林与一や花ノ本寿、中山大介などがいた。
若手二枚目俳優として映画に出演ののち、1959年、松竹が時代劇映画制作からの撤退を打ちだしたことを受け、1960年からはテレビに進出。『琴姫七変化』へのレギュラー出演を皮切りに、『風雲児時宗』（1961年、フジテレビ / 日本電波映画）や『夢殿』（1962年、日本テレビ）とテレビ時代劇に次々と主役として抜擢される。『琴姫七変化』以降のアイドル的人気から、遂には自らの名を冠したテレビシリーズ『噂の錦四郎』（1963年、よみうりテレビ / 日本電波映画）への主演となった。
しかし『噂の錦四郎』終了後は、所謂「三之助ブーム」など、歌舞伎界の若手御曹司が続々と台頭し始め、1969年には後見だった大谷も死去。年齢的にも30代から40代を目前にして「白塗りの二枚目」然としたイメージからの脱却を迫られ、脇役として現代劇作品へ出演したり、舞踊公演で原点回帰を志向するなど方向転換を図るが伸び悩み、苦悩の中で追い打ちをかけるように自身の「不治の病」が発覚するなど、再び表舞台に立つ機会は次第に失われていった。1973年1月、失意のうちにガス自殺。39歳没。晩年は人気俳優の座を追われたものの、自殺報道後にファンが後追い自殺を図る（未遂に終わる）といった影響もあった。

## 主な出演作品

### 映画
- 最後の突撃（1957年、日活） - 植田浩安 名義[6]
- 幕末太陽傳（1957年、日活） - 穂高渓介 名義
- 鷲と鷹（1957年、日活） - 穂高渓介 名義
- 七人若衆誕生（1958年、以下、松竹）
- 紅蝙蝠
- 落花剣光録
- 七人若衆大いに売り出す
- 高丸菊丸 疾風篇（1959年、歌舞伎座/松竹）
- 影を斬る（1963年、大映）
- 新選組始末記（1963年、大映）
- 続・忍びの者（1963年、大映）
- 舞妓と暗殺者 （1963年、大映）

### テレビ
- 琴姫七変化（1960年、よみうりテレビ）
- 風雲児時宗（1961年、フジテレビ）
- 夢殿（1962年、日本テレビ）
- 噂の錦四郎（1963年、よみうりテレビ - 日本テレビ）
- 柔一筋（1965年、日本テレビ）
- 新吾十番勝負 第25話「火薬に火をつけろ」（1967年、TBS / 松竹テレビ室）- 剣雷太
- 特別機動捜査隊（テレビ朝日/東映）
  - 第288話「黒い砂漠」（1967年）- 寺田
  - 第319話「おんなのブルース」（1967年）- 堀川
  - 第340話「霧のような女」（1968年）
  - 第408話「東京番外地」（1969年）
- 大河ドラマ 竜馬がゆく（1968年、NHK） - 東久世通禧
- 三匹の侍（フジテレビ）
  - 第5シリーズ 第19話「冬の旅」（1968年） - 源之丞
  - 第6シリーズ 第10話「花かげろう」（1968年） - 脇坂源十郎
- 喪服の花嫁（1969年、フジテレビ） - 梶本達也
- 右門捕物帖 第3話 「三番手柄 妖刀がゆく」（1969年、日本テレビ / 東宝）
- プレイガール（12ch /東映）
  - 第38話「女のどたん場」（1969年）
- 大江戸捜査網（12ch /日活）
  - 第1シリーズ 第2話「裏街道に命を懸けて」（1970年） - 牧田
- 大奥の女たち（1971年、フジテレビ） - 猿之介
- 銭形平次（フジテレビ/東映）
  - 第266話「魔がさした祝言」（1971年）- 津村伊織